# Dimitra Vulcana
Danilo Lima Carreiro, mais conhecido pelo nome artístico Dimitra Vulcana, é um professor, doutor em ciências da saúde e influencer brasileiro. A personagem Drag Queen tem como objetivo comunicar sobre política com viés de esquerda, abordando temas como gênero, sexualidade, raça e classe. Um dos quadros mais conhecidos é "Estudos Marxistas com Dimitra Vulcana".

## Carreira
Danilo Carreiro é formado em Administração e possui título de Mestre e Doutor em Ciências da Saúde pela Universidade Estadual de Montes Claros e Professor no Instituto Federal de Educação, Ciência e Tecnologia do Norte de Minas (IFNMG), Campus Pirapora. É coordenador do Grupo de Estudos e Pesquisas Interdisciplinares em Administração, juntamente com Sany Costa. Em 2015, foi Coordenador de Pesquisa e, em outubro de 2020, assumiu a Coordenação do Curso de Bacharelado em Administração do campus em que trabalha.
Em 2016, criou um podcast para criação de conteúdo por pessoas LGBTQIA+ e passou a ter atuação permanente nesse setor de criação de conteúdo. Dimitra foi criada em 2018, e a escolha do nome da personagem vem dos vulcanos, a raça alienígena de Star Trek, que não se permitem transbordar emoções (ao contrário de Dimitra).
Em julho de 2021, causou polêmica ao comentar sobre a declaração dada por Eduardo Leite, governador do Rio Grande do Sul, ao assumir ser homossexual durante um programa na TV:
| “                 | ser gay que ataca a classe trabalhadora não é avanço, falhamos. | ” |
| — Dimitra Vulcana |                                                                 |   |

Ela explica que o debate não deve ser a orientação sexual do então governador, mas as políticas que instituiu ou não em prol da comunidade LGBTQIA+.

### Apresentações e palestras
- 2024 - Espetáculo “Comunidade” - São Paulo/SP[12][13]
- 2022 - Sarau #LeiaMarx[14]
- 2021 - Mesa-redonda: Mulheres trans no contexto acadêmico[15]
- 2020 - VII Congresso Internacional em Estudos Culturais[16]
- 2020 - Ditadura, gênero e sexualidade: transição democrática e desafios na conjuntura[17]
- 2020 - Live "Movimento LGBTQIA+ no Brasil e diversidade na Educação"[18]
- 2019 - Quarta na Pós, Drag queens: utopia, arte e política sobre o corpo[19][20]

## Links externos
- Youtube - Doutora Drag
- Instagram
- Twitter
- Twitch
- Spotify - Hora Queer